# 니시오촌 (나가사키현)
니시오촌(西大村)은 나가사키현 히가시소노기군에 설치된 촌이다. 